# Bernhard Ferdinand Erberg
Bernhard Ferdinand Erberg, jezuit iz rodbine Erberg, * 20. maj 1718, Ljubljana, † (?) 1773, Krems an der Donau, Avstrija.

## Življenje in delo
Bernhard Ferdinand, sin J.A. Erberga, je bil sprejet v jezuitski red leta  1734. 8 let je učil filozofijo na kolegiju v Ljubljani, bil nato prefekt in knjižničar Terezijanišča na Dunaju, ter umrl v Kremsu. Izdal je: Petri van Musschenbroek Dissertatio physica experimentalis de Magnete (1754) in Notitia illustris regni Bohemiae scriptorum geographica et chorographica (1760). Enako delo, kakor ga je bil izdal o Češki, je pripravljal tudi o Kranjski, a ga ni končal. V rokopisu so ostale njegove anonimne Res gestae ac scripta virorum S. J. Prov. Austr. ab a. 1551 ad 1764 (shranjeno v dunajski nacionalni biblioteki). 